# Frank Nix

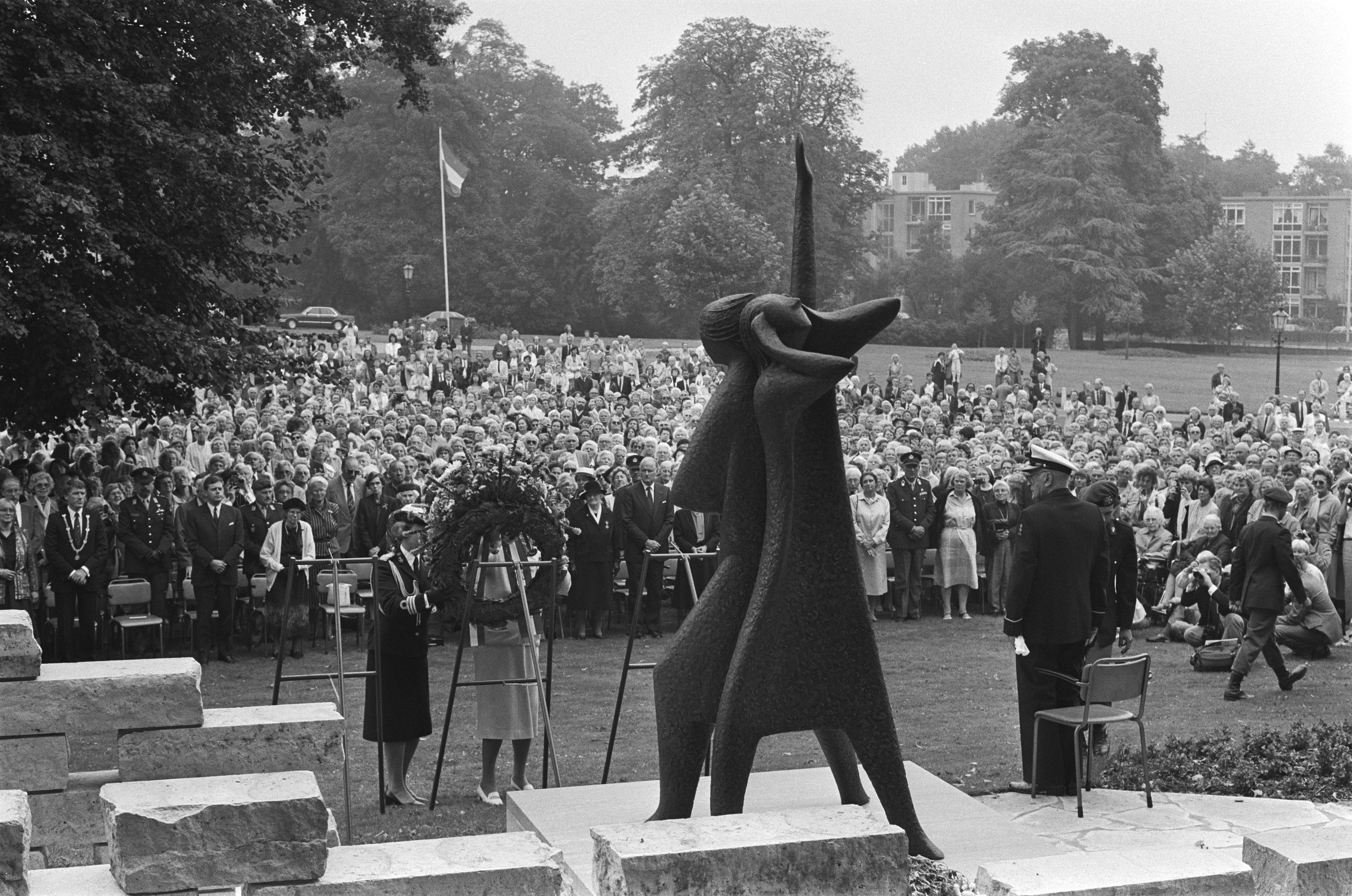
Onthulling in 1985 van Japanse Vrouwenkampen, Arnhem

Frank Cornelis Nix (Batavia, 2 november 1934 – Bleskensgraaf, 27 oktober 2008) was een Nederlandse schilder, keramist, graveur en beeldhouwer.

## Leven en werk
Frank Nix werd geboren en groeide op in Nederlands-Indië. Hij ontving zijn opleiding als kunstenaar aan de Hogeschool voor Wetenschap en Kunst Sint-Lucas in Gent. In 1963 ging Nix wonen in Bleskensgraaf in de Zuid-Hollandse Alblasserwaard. Gezien zijn internering in een jappenkamp werd hij in 1971 gekozen voor het ontwerp van het Monument Japanse vrouwenkampen in Apeldoorn. Het monument werd na vernielingen in 1985 herplaatst in park Bronbeek in Arnhem en onthuld door prinses Juliana. In 1975 ontwierp hij met de collega's Guido Eckhardt en Joost van Santen het monument Vrouwen van Ravensbrück op het Museumplein in Amsterdam.
De kunstenaar overleed in 2008, na een lang ziekbed, in Bleskensgraaf.

## Werken (selectie)
- 1960: Wanddecoratie in salon m.s. Kreon KNSM.
- 1963: Reliëf De Ploeger, Museum Nagele aan de Ring 23 in Nagele
- 1963: Reliëf in marmer met muziekmotieven, De Doelen in Rotterdam
- 1963: Mozaïek in de hal van het van der Puttlyceum in Eindhoven
- 1965: Betonplastiek aan de Overhage in de Rotterdamse deelgemeente Hoogvliet
- 1971: Monument Japanse vrouwenkampen, Apeldoorn, herplaatsing in 1985 op Bronbeek in Arnhem
- 1975: Vrouwen van Ravensbrück, Museumplein in Amsterdam
- 1975: Kinderen in een kring, Resedastraat/Parallelweg in Alblasserdam
- 1981: Vikingschip (speelobject) aan de Beetslaan in Voorschoten
- 1990: Afbraak, evacuatie en wederopbouw, monument aan de E.A. Borgerstraat in Katwijk
- 1990: Zonder titel (abstract beeld in opdracht van orthodontist dr. M.B. Guis voor diens praktijk gevestigd op het Papeterspad 5 in Dordrecht)
- 1992: Zonder titel (wandreliëf) Beatrix Ziekenhuis aan de Banneweg in Gorinchem
- 1995: Monument Tweede Wereldoorlog, Stationsweg in Sliedrecht
- 1999: Gevel in keramiek, Nationaal Baggermuseum in Sliedrecht
- 2002: Metaalplastiek, Scheepswerf De Merwede in Hardinxveld-Giessendam
- 2003: Willibrord, in Amsterdam-Oost

## Fotogalerij

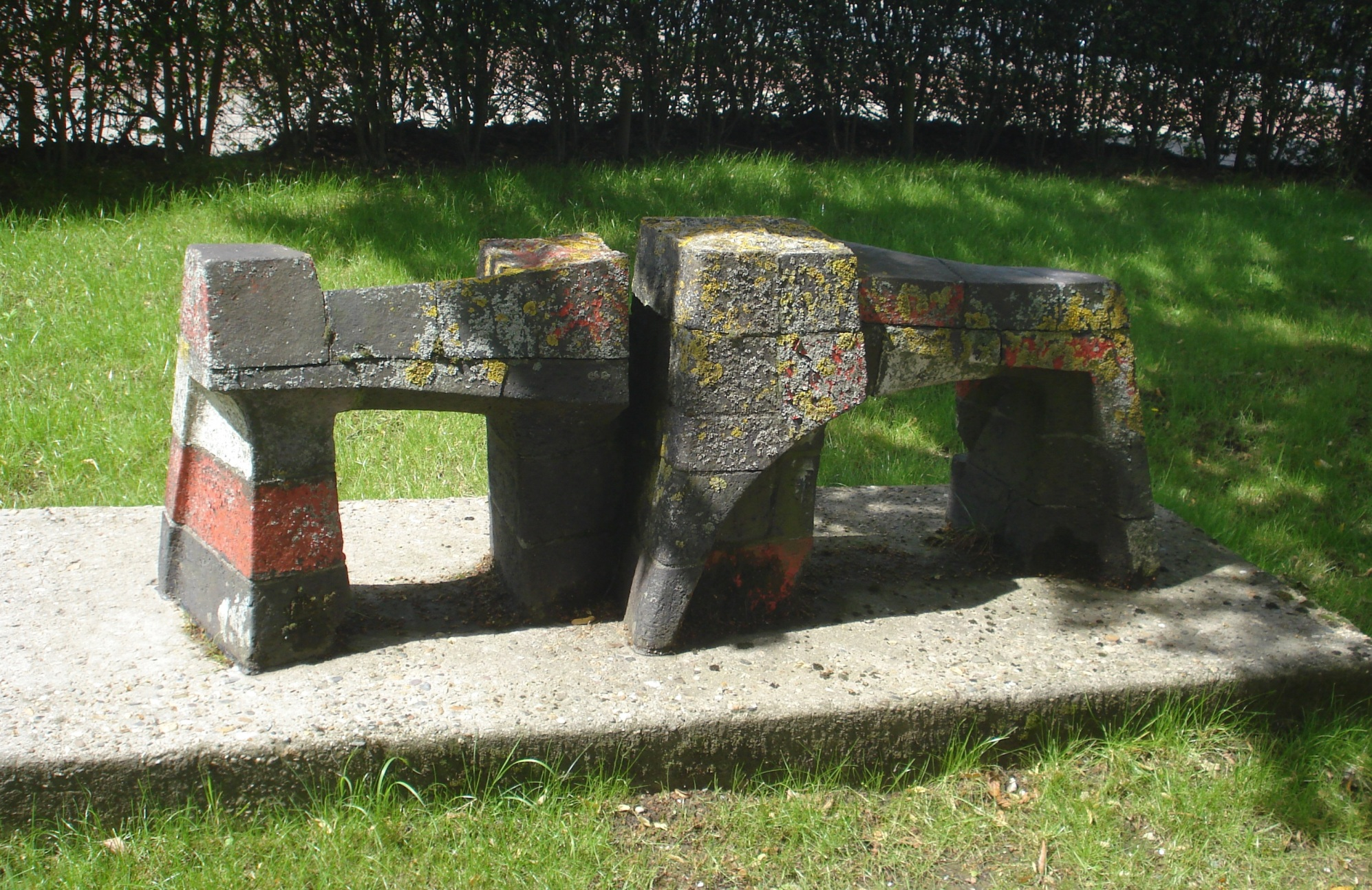
Betonplastiek in Rotterdam-Hoogvliet
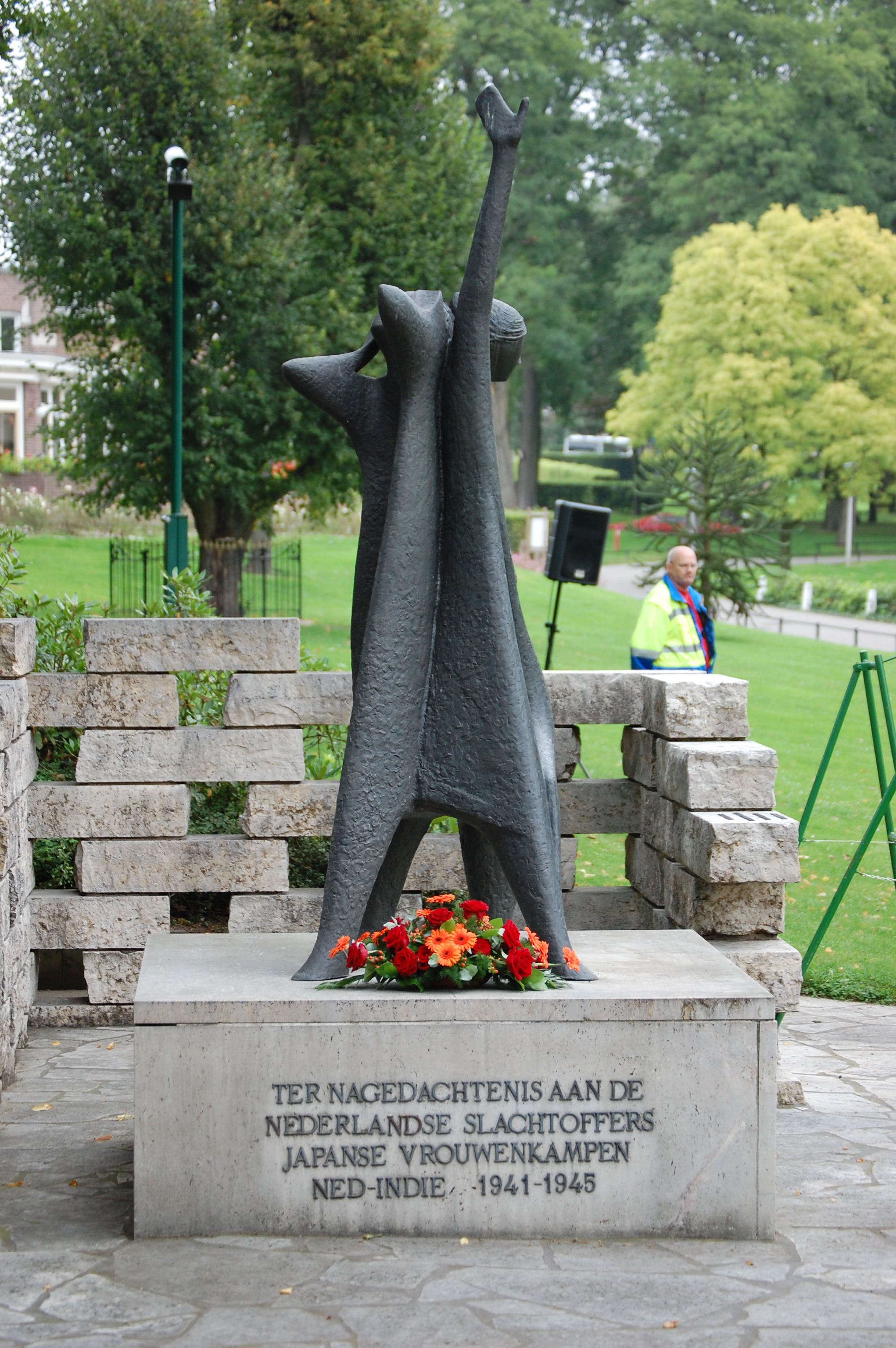
Monument Japanse vrouwenkampen in Arnhem
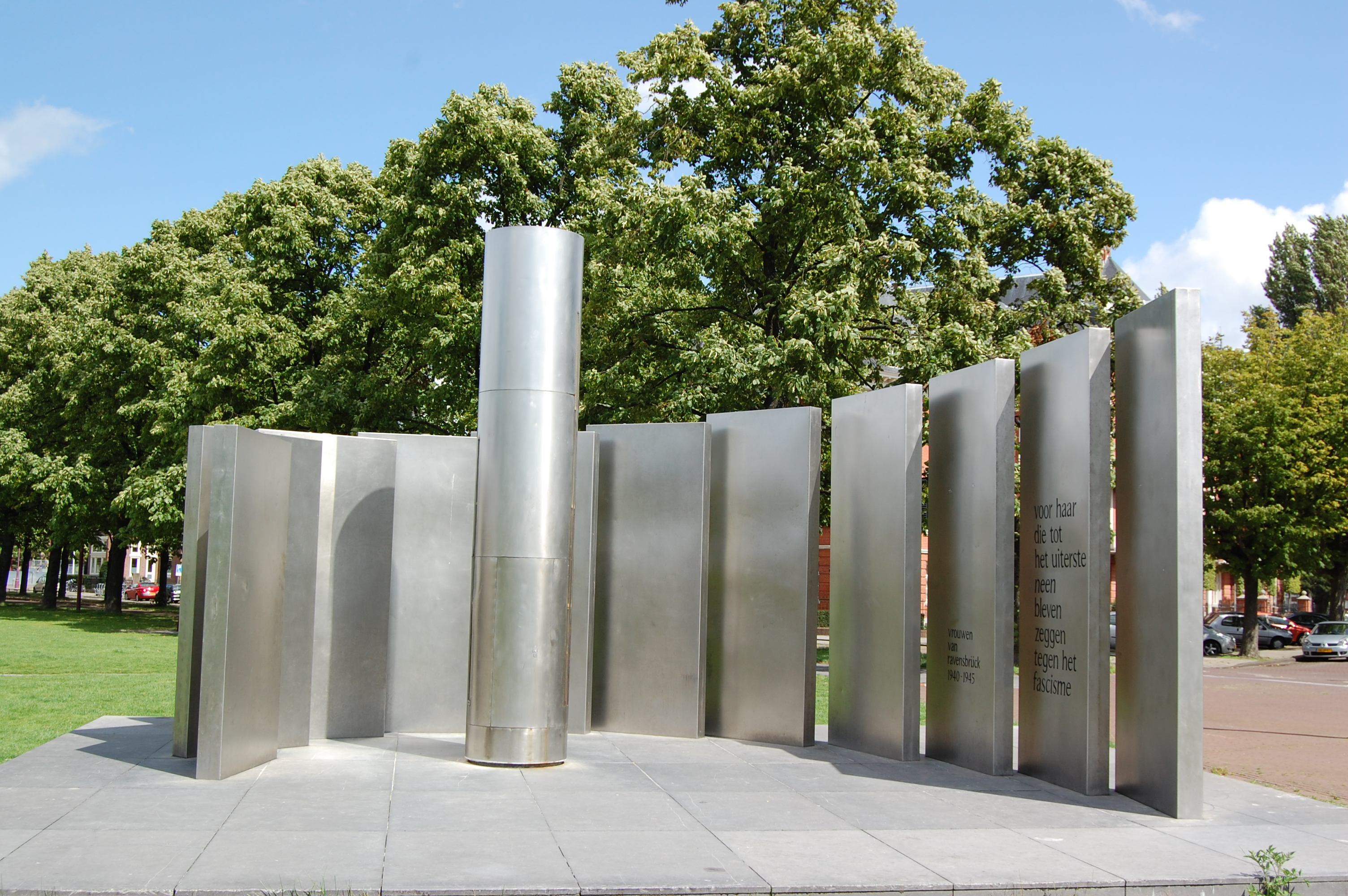
Vrouwen van Ravensbrück in Amsterdam
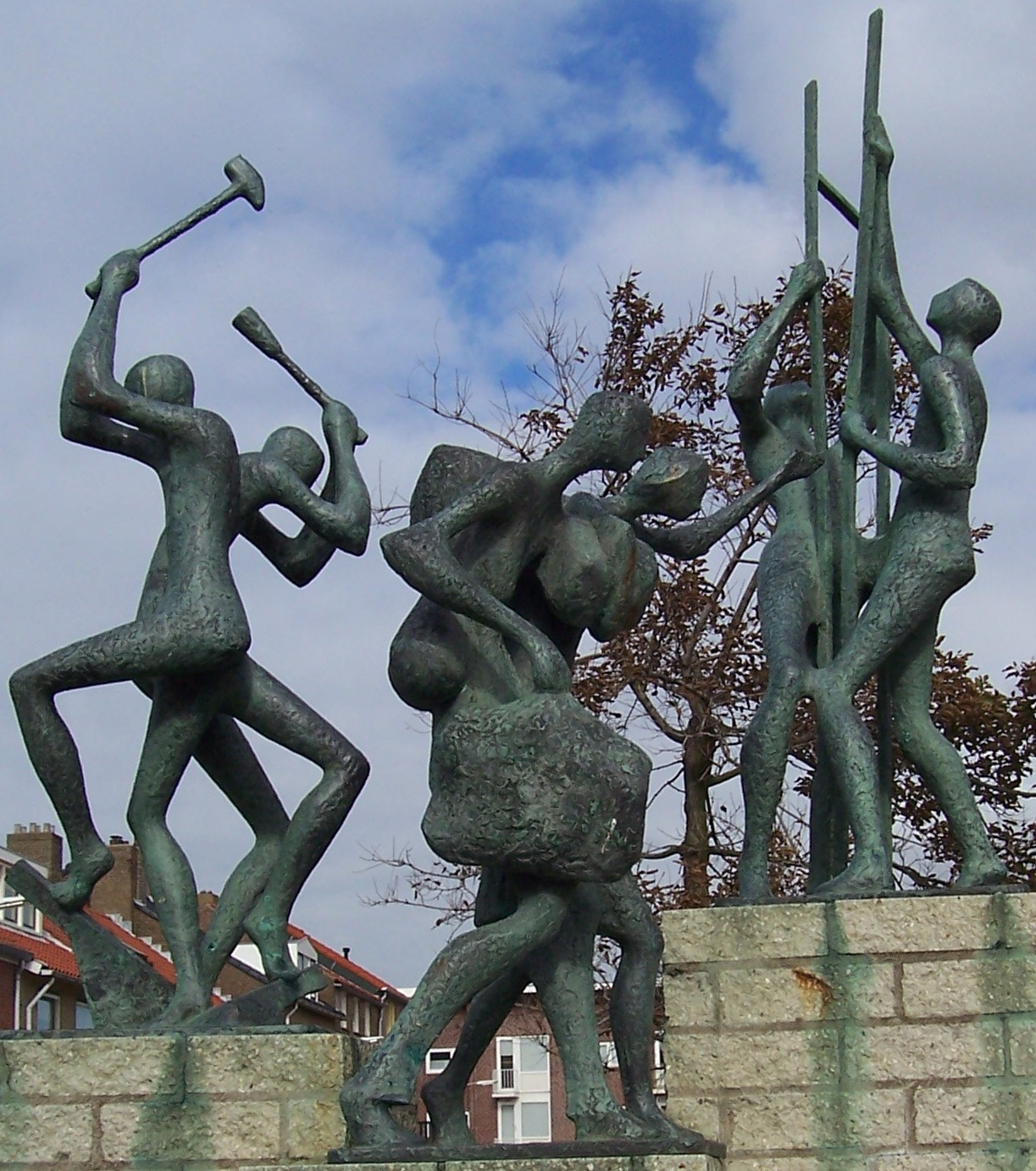
Afbraak, evacuatie en wederopbouw in Katwijk aan Zee
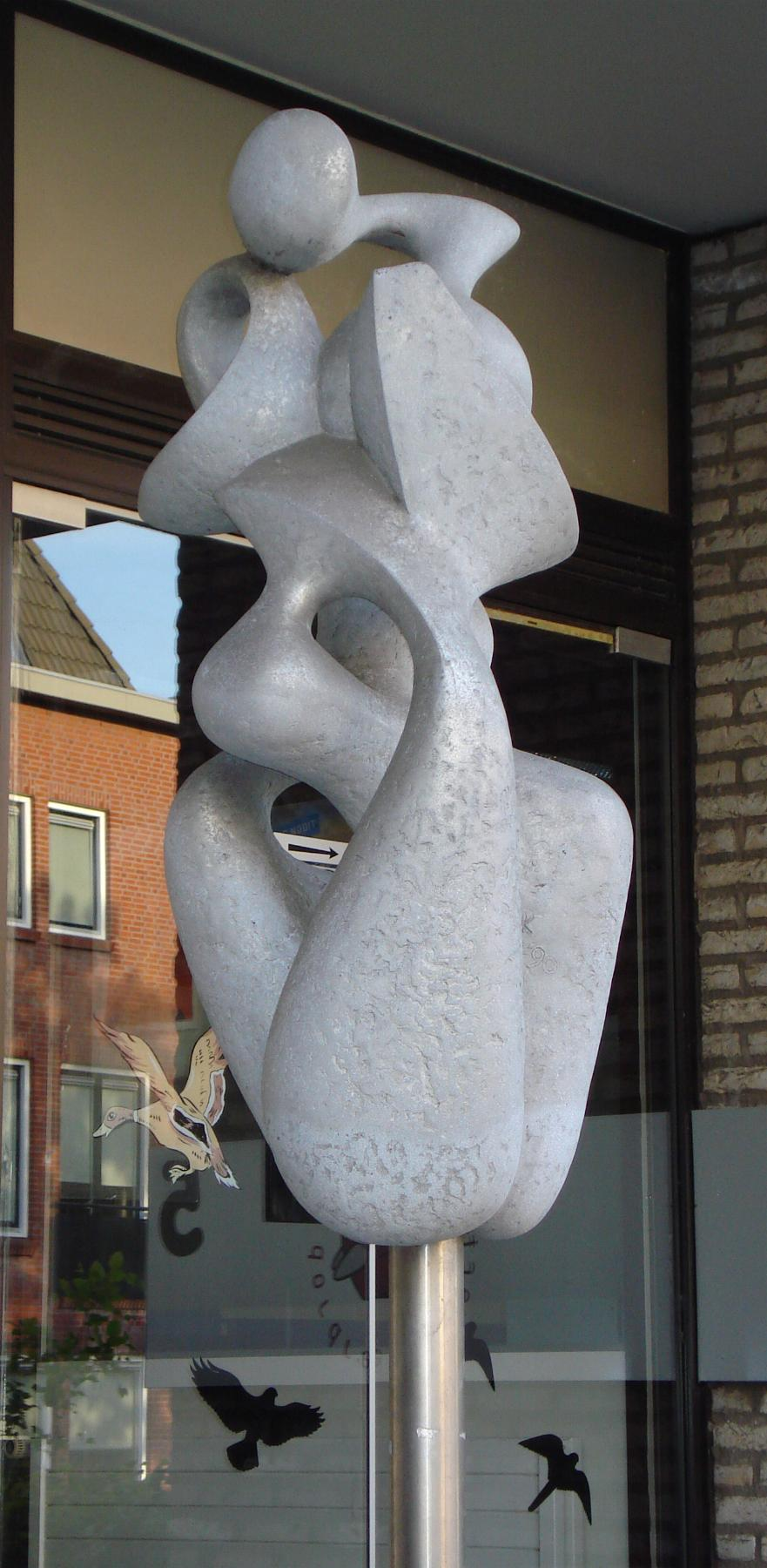
Zonder titel in Dordrecht